# Gola Mała
Gola Mała – wieś w Polsce, położona w województwie dolnośląskim, w powiecie oleśnickim, w gminie Twardogóra.
Wchodzi w skład sołectwa Olszówka.
Do 2024 r. miejscowość była  przysiółkiem wsi Olszówka. W latach 1975–1998 przysiółek należał administracyjnie do województwa wrocławskiego.